# محمد عطية محمود
محمد عطية محمود (1968-) كاتب وقاص وناقد مصري. 
ولد في الإسكندرية، وهو عضو في اتحاد كتّاب مصر، وعضو نادي القصة المصري، وهو محاضر مركزي بالهيئة العامة لقصور الثقافة وأخصائي ثقافي بالهيئة العامة لقصور الثقافة منذ 2006، حصل على جائزة اتحاد كتاب مصر للرواية 2013 عن روايته «دومات الغياب».

## مؤلفات
صدرت له عدة أعمال أدبية منها:
- «دوامات الغياب»، رواية، الطبعة الأولى - 2012، الطبعة الثانية - 2015 - دار غراب للنشر والتوزيع.[2]
- «على حافة الحلم»، مجموعة قصصية، 2003.
- «وخز الأماني»، مجموعة قصصية، 2004.
- «في انتظار القادم»، مجموعة قصصية، دنيا الوفاء للطباعة والنشر، طبعة أولى 2009 طبعة ثانية 2021 ميتابوك للطباعة والنشر.
- «تجليات سرد الحياة.. قراءة في أدب نجيب محفوظ»، الهيئة العامة لقصور الثقافة، 2015، عدد الصفحات: 240 صفحة.[3]
- «عيون بيضاء»، مجموعة قصصية، الهيئة العامة للكتاب، 2016.[4]
- «إشكاليات الهامش.. تجليات المتن»، الهيئة العامة لقصور الثقافة، 2017، عدد الصفحات: 241.
- «ملامح روائية: قراءات في روايات الألفية الثالثة»، وكالة الصحافة العربية، 2017، عدد الصفحات: 505 صفحة.[5]
- «أجراس صغيرة»، قصص قصيرة، وكالة الصحافة العربية، 2018، عدد الصفحات: 124 صفحة.[6]
- «إشكاليات الهامش.. تجليات النص في نماذج من الرواية الإسكندرية»، الهيئة العامة لقصور الثقافة، 2017.[7]
- «القصة القصيرة وأسئلة الوجود»، المجلس الأعلى للثقافة، القاهرة، 2020.[8]
- «جمر اللحظة».. مجموعة قصصية 2019 الهيئة العامة للكتاب
- «من دفتر أحوال الغجرية» مجموعة نصوص قصيرة جدا، دار ديوان العرب للنشر والتوزيع، مصر 2020
- «بهجة الحضور» رواية، بالتعاون مع اتحاد كتاب مصر، الطبعة الأولى 2020
- «شجرة الوطن.. بلاغة الصحراء» قطوف من الأدب الليبي المعاصر - مكتبة الكون اللبيية - الطبعة الأولى 2021
- «إبحار في رمال متحركة» قراءات في النقد والتحليل - مكتبة الكون الليبية - الطبعة الأولى 2022

## جوائز
- 2017: جائزة المسابقة المركزية لهيئة قصور الثقافة في النقد عن كتاب «إشكاليات الهامش.. تجليات المتن»
- 2014: جائزة أفضل بحث (جماليات السرد، والتلقي) في المؤتمرات الإقليمية من الهيئة العامة لقصور الثقافة.
- 2013: جائزة اتحاد كتاب مصر في الرواية (جائزة يوسف أبورية)، عن عمل «دوامات الغياب».
- 2008: جائزة المسابقة المركزية لهيئة قصور الثقافة المصرية في النقد.عن كتاب تجليات سرد الحياة قراءة في أدب نجيب محفوظ
- 2011: جائزة إحسان عبد القدوس في الرواية.
- 2012: جائزة مكتبة الإسكندرية في النقد عن أعمال الكاتب المجدد محمد حافظ رجب.
- 2009: جائزة المؤتمر الرابع للأستاذ الدكتور محمد زكي العشماوي «دورة الرواية».
- 2007: جائزة جمعية الأدباء في القصة القصيرة.
- 2006: جائزة النقد بفرع ثقافة الإسكندرية.
- 2004: جائزة صندوق التنمية الثقافية للقصة القصيرة، مركز الإسكندرية للإبداع.